# Al Ahly SC
Clubul Sportiv Al Ahly (arabă النادي الأهلي) este un club egiptean de fotbal din Cairo. A fost fondat în 1907. Al Ahly înseamnă „național” în arabă și este cel mai titrat club de continentul african având în palmares 6 Ligi ale Campionilor, 34 de campionate ale Egiptului și 35 de cupe ale Egiptului.

## Palmares

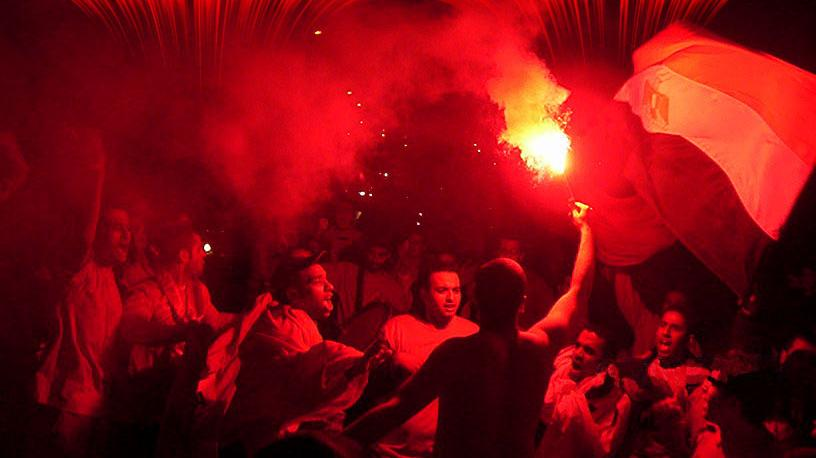
Fanii Al-Ahlycelebând câștigarea LC CAF 2005

### Internațional
- Campionatul Mondial al Cluburilor FIFA
  - Bronz -2006
  - Locul 6- 2005 and 2008
- Liga Campionilor CAF(6)
  - Trofee 1982, 1987, 2001, 2005, 2006, 2008
- Cupa Cupelor Africii(4)
  - Trofee 1984, 1985, 1986, 1993
- Supercupa CAF(4)
  - Trofee 2002, 2006, 2007, 2009
- Cupa Afro-Asiatică(1)
  - Trofee 1988
- Arab Champions Cup(1)
  - Trofee 1996
- Arab Cup Winners' Cup(1)
  - Trofee 1995
- Arab Super Cup (2)
  - Trofee 1997, 1998

### Domestic
- Prima Ligă din Egipt (45)
  - Champions 1949, 1950,1951, 1953, 1954, 1956, 1957, 1958, 1959, 1961, 1962, 1975, 1976, 1977, 1979, 1980, 1981, 1982, 1985, 1986, 1987, 1989, 1994, 1995, 1996, 1997, 1998, 1999, 2000, 2005, 2006, 2007, 2008, 2009, 2010, 2011, 2014, 2016, 2017, 2018, 2019, 2020, 2023, 2024, 2025
- Cupa Egiptului (35)
  - Trofee 1924, 1925, 1927, 1928, 1930, 1931, 1937, 1940, 1942, 1943, 1945, 1946, 1947, 1949, 1950, 1951, 1953, 1956, 1958, 1961, 1966, 1978, 1981, 1983, 1984, 1985, 1989, 1991, 1992, 1993, 1996, 2001, 2003, 2006, 2007
- Supercupa Egiptului (5)
  - Trofee 2003, 2005, 2006, 2007, 2008
- Cupa Sultanului Hussein (7)
  - Trofee 1923, 1925, 1926, 1927, 1929, 1931, 1938
- Liga Cairo (5)
  - Champions 1939, 1942, 1943, 1948, 1950
- Liga Republicii Arabe Unite (2)
  - Champions 1960-1961
- El-Ittihad el tanshiteya Cup (1)
  - Trofee 1989

## Presedinți
| Nume                         | Din            | Până           |
| ---------------------------- | -------------- | -------------- |
| Mitchel Ince                 | aprilie 1907   | aprilie 1908   |
| Aziz Ezzat Pasha             | aprilie 1908   | februarie 1916 |
| / Abd El-Khalik PashaTharwat | februarie 1916 | februarie 1924 |
| Gaafar Pasha Wali            | februarie 1924 | iulie 1940     |
| Mohamed Pasha Taher          | iulie 1940     | februarie 1941 |
| Jaafar Pasha Wali            | februarie 1941 | ianuarie 1944  |
| Ahmed Pasha Hasanain         | ianuarie 1944  | februarie 1946 |
| / Ahmed Pasha Abboud         | februarie 1946 | decembrie 1961 |
| Salah Eldine El-Desouky      | decembrie 1961 | decembrie 1965 |
| Gen. Abd El-Mohsen Mortagy   | decembrie 1965 | iulie 1967     |
| Dr. Ibrahim Kamel El-Wakeel  | iulie 1967     | noiembrie 1972 |
| Gen. Abd El-Mohsen Mortagy   | noiembrie 1972 | decembrie 1980 |
| / Saleh Selim                | decembrie 1980 | decembrie 1988 |
| Mohamed Abdou Saleh El-Wahsh | decembrie 1988 | februarie 1992 |
| Saleh Selim                  | februarie 1992 | mai 2002       |
| Hassan Hamdy                 | mai 2002       | prezent        |